# Випадкова величина
Випадкова величина (англ. random variable) — величина, можливими значеннями якої є результати випробувань чи спостережень явищ або процесів, що мають випадковий характер. Прикладами випадкової величини є результати підкидання монети, кубика із числовими позначеннями на його гранях, значення довжини стрибків спортсмена у послідовних спробах, тощо. Випадкова величина — одне з основних понять теорії ймовірностей. Випадковою величиною можна назвати будь-яку (не обов'язково чисельну) змінну x, значення якої утворюють множину випадкових елементарних подій {х}. У вигляді функції, випадкова величина повинна бути вимірною.
Зазвичай результати цих випробувань залежать від деяких фізичних змінних, які не мають чіткої визначеності. Наприклад, при підкиданні звичайної монети, кінцевий результат впаде вона аверсом чи реверсом залежить від невизначених фізичних параметрів. Який результат буде зрештою спостерігатися є непевним. Областю визначення випадкової величини є множина можливих результатів. У випадку з монетою, розглядають лише два можливих результатом — вона впаде однією з двох сторін.
Випадкова величина визначається як функція, яка відображає результати у вигляді числових величин (міток), що зазвичай задаються дійсними числами. У цьому випадку, існує процедура присвоєння чисельного значення кожному можливому результату експерименту, і на відміну від іменування назвами, ця процедура сама по собі не є випадковою і не є змінною. Те що є випадковим, це неусталений фізичний процес, який описує як падає монета, і невизначеність результату, який буде спостерігатися в конкретний момент.

## Означення
- Випадковою величиною є будь-яка (не обов'язково числова) змінна {\displaystyle X\,}, «значення» якої {\displaystyle x=X\,} утворюють множину {\displaystyle \left\{x=X\right\}} елементарних подій, або, іншими словами, позначають точки в просторі вибірок. Відповідний розподіл імовірностей називається розподілом випадкової величини {\displaystyle X\,}[3].

Множина {\displaystyle \left\{x=X\right\}} елементарних подій являє собою можливі значення випадкової величини {\displaystyle X\,}, називається областю значень цієї величини.

## Властивості
Випадкова величина X — це вимірна функція, визначена на даному вимірному просторі {\displaystyle (\Omega ,{\mathcal {F}})}, тобто, вона визначається шляхом зіставлення кожної елементарної події з деяким дійсним числом. Більш формально:
{\displaystyle X:\Omega \rightarrow \mathbb {R} } називається випадковою величиною, якщо {\displaystyle \forall A\subset {\mathcal {B}}(\mathbb {R} )\ \ X^{-1}(A)\subset {\mathcal {F}}}, де {\displaystyle {\mathcal {B}}(\mathbb {R} )} — {\displaystyle \sigma }-алгебра Борелевих множин на {\displaystyle \mathbb {R} }.
Нехай x1, x2, … — значення випадкової величини X. Одне і те саме значення xj може відповідати, взагалі кажучи, різним елементарним подіям. Множина усіх цих елементарних подій утворює складену випадкову подію, що полягає в тому, що X = xj. Ймовірність цієї події позначається {\displaystyle P\{\mathbf {X} =x_{j}\}}. Система рівнянь:
{\displaystyle P\{\mathbf {X} =x_{j}\}=f(x_{j})}
визначає розподіл ймовірностей (слід відрізняти від функції розподілу ймовірностей) випадкової величини X.
Очевидно, що:
{\displaystyle f(x_{j})\geq 0} та {\displaystyle \sum f(x_{j})=1}.
Якщо дві або більше випадкових величини X1, X2, …, Xn визначено на одному просторі елементарних подій, то їх спільний розподіл задається системою рівнянь, в яких всім комбінаціям {\displaystyle \mathbf {X} _{1}=x_{j_{1}}}, {\displaystyle \mathbf {X} _{2}=x_{j_{2}}} і т. д. призначаються визначені ймовірності.
Випадкові величини називаються незалежними, якщо для довільної комбінації значень {\displaystyle x_{j_{1}}}, {\displaystyle x_{j_{2}}}, …, {\displaystyle x_{j_{n}}} виконується рівність:
{\displaystyle P\{\mathbf {X} _{1}=x_{j_{1}},\mathbf {X} _{2}=x_{j_{2}},\dots ,\mathbf {X} _{n}=x_{j_{n}}\}=P\{\mathbf {X} _{1}=x_{j_{1}}\}P\{\mathbf {X} _{2}=x_{j_{2}}\}\dots P\{\mathbf {X} _{n}=x_{j_{n}}\}}
Тобто, якщо Xk залежить лише від k-го випробування, то випадкові величини X1, X2, …, Xn взаємно незалежні.

## Імовірність випадкової величини
- Імовірність випадкової величини {\displaystyle X\,} дорівнює інтегралу ймовірностей взятому по її області значень:

{\displaystyle P(X)=P(x_{min}<=X<x_{max})=P(z_{1}<=Z<z_{2})={\frac {1}{2\pi }}\int _{z_{1}}^{z_{2}}e^{-{z^{2}}/{2}}dz}
де
{\displaystyle z_{1}={\frac {x_{min}-\mu }{\sigma }}}; {\displaystyle z_{2}={\frac {x_{max}-\mu }{\sigma }}} — граничні значення нормованої величини {\displaystyle Z};
{\displaystyle \mu } — це середнє значення величини {\displaystyle X\,};
{\displaystyle \sigma } — стандартне відхилення цієї величини.

## Типи випадкових величин та їх приклади
Розрізняють два типи випадкових величин: дискретні і неперервні.
Множина значень дискретної величини може бути перелічена заздалегідь. 
Множина значень неперервної (безперервної) випадкової величин не може бути перелічена заздалегідь; вона безперервно заповнює деякий проміжок або кілька проміжків.

### Дискретна випадкова величина
У експерименті можуть навмання обирати людину, і однією випадковою величиною може бути зріст цієї людини. З математичної точки зору, випадкова величина задається функцією, яка зображає людину у зріст людини. З випадковою величиною пов'язаний розподіл ймовірностей, який дозволяє розрахувати ймовірність, що зріст буде відповідати деякій підмножині можливих значень, наприклад ймовірність того, що зріст знаходитиметься в межах від 180 до 190 см, або ймовірність що зріст становить менше 150 або більше 200 см.
Іншою випадковою величиною може бути відомість про те скільки в людини дітей, це дискретна випадкова величина не від'ємних цілих чисел. Вона дозволяє розраховувати ймовірності для окремих цілих значень — функцію масової імовірності (ФМІ) як для окремих значень, так і для множини значень, включаючи нескінченні множини. Наприклад, подією, яка нас цікавить може бути «парна кількість дітей». Як для скінченної, так і для нескінченної множини подій, їх імовірності можна знайти за допомогою додавання функцій масової імовірності елементів; таким чином, імовірність того що кількість дітей є парною є нескінченною сумою {\displaystyle {\text{ФМІ}}(0)+{\text{ФМІ}}(2)+{\text{ФМІ}}(4)+\cdots }.

#### Приклад. Підкидання монети
Можливі результати одного підкидання монети можна описати наступним простором варіантів {\displaystyle \Omega =\{{\text{аверс}},{\text{реверс}}\}}. Ми можемо задати випадкову величину дійсних значень {\displaystyle Y} яка моделює винагороду в $1 за успішну ставку, на те що випаде аверс наступним чином:
{\displaystyle Y(\omega )={\begin{cases}1,&{\text{якщо }}\omega ={\text{аверс}},\\[6pt]0,&{\text{якщо }}\omega ={\text{реверс}}.\end{cases}}}
Для монети, Y матиме функцію маси імовірності {\displaystyle f_{Y}}, що задається як:
{\displaystyle f_{Y}(y)={\begin{cases}{\tfrac {1}{2}},&{\text{якщо }}y=1,\\[6pt]{\tfrac {1}{2}},&{\text{якщо }}y=0,\end{cases}}}

### Неперервна випадкова величина
Прикладом неперервної випадкової величини може бути рулетка, що обертається і може вибрати будь-який горизонтальний напрям. Тоді значеннями, які приймає випадкова величина є різні числові значення напрямів. Ми можемо задати ці напрями як Північ, Захід, Південь, Схід, Північний схід, і т. д. Однак зручніше зобразити простір випадкової величини за допомогою дійсних чисел, що задають градуси повороту від Півночі за годинниковою стрілкою. Випадкова змінна тоді прийматиме значення із інтервалу [0, 360), де всі частини діапазону є рівноправними. У такому випадку, X = кут повороту. Кожне дійсне число має ймовірність бути обраним такою що дорівнює нулю, але будь-якому діапазону значень можна задати додатну ймовірність. Наприклад, ймовірність що буде вибране число із діапазону [0, 180] дорівнює 1⁄2. Замість того, щоб говорити про функцію масової імовірності, ми будемо говорити що щільність імовірності для X становить 1/360. Ймовірність підмножини діапазону [0, 360) можна розрахувати помноживши розмір множини на 1/360. В загальному випадку, ймовірність для множини для заданої неперервної випадкової величини можна розрахувати за допомогою інтегрування щільності по заданій множині.